# Acalypha matudae
Acalypha matudae é uma espécie de flor do gênero Acalypha, pertencente à família Euphorbiaceae.